# Александар Шморел
Александар Шморел (рус. Алекса́ндр Гу́гович Шморе́ль; њем. Alexander Schmorell; Оренбург, 3. септембар 1917 − Минхен, 13. јул 1943) је био суоснивач антинацистичке организације "Бијела ружа" Канонизован је од стране Руске православне цркве фебруара 2012. као новомученик. Често се назива и Александар Минхенски.

## Биографија
Рођен је 16. септембра 1917. у Оренбургу. Његов отац Хуго, био је љекар њемачког поријекла који је одрастао у Руској Империји, а мајка Наталија Петровна Веденскаја била је рускиња и ћерка православног свештеника. Крштен је по православном обреду у Петропавловској цркви у Оренбургу. Његова мајка је умрла од тифуса током грађанског рата у Русији када је имао две године. Отац му је 1920. оженио њемицу Елизабету Хофман, ћерка власника пиваре, која је такође одрасла у Русији. Александар је са породицом 1921. побјегао из Русије и дошао у Минхен. Имао је тада само четири године. У Њемачкој је одрастао са полубратом Ерихом (1921) и полусестром Наташом (1925) који су римокатоличке вероисповјести вјероисповијести. У његовом васпитању, мјесто мајке заузела је дадиља Феодосија Константиновна Лапшина. Његова дадиља никада није научила да говори њемачки. Због тога је Александар одрастао двојезично, подједнако добро говорећи руски и немачки. Леонид Осипович Пастернак је био чест посјетилац породице Шморел. Пријатељи су му дали надимак "Шурик", надимак којим ће га ближи пријатељи звати до краја живота. Православну вјеронауку похађао је у свом парохијском храму у Минхену. "Ја сам одани сљедбеник Руске православне цркве", казаће касније приликом ислеђивања од стране Гестапа. Себе је сматрао и Нијемцом и Русом. Био је убијеђени цариста и непријатељ бољшевика.
У периоду од 1924. до 1928. похађао је приватну школу, а потом од 1928. до 1937. гимназију у Минхену. У гимназији је упознао свог животног пријатеља а Хриштофа Пробстом. Одмах након завршене матуре добровољно се пријављује у Службу Рада Рајха у Вангену. Новембра 1937. регрутован је у 7. артиљеријски пук у Минхену, гдје је годину дана обучаван за нишанџију, потом је пола године провео на обуци за војног санитетлију. Током 1938. као војник учествовао је у аншлусу Аустрије и нападу на Чехословачку. Као и сви војници, морао је положити заклетву Хитлеру. Александар то није желио да уради сматрајући то неморалним. Ипак на наговор оца нерадо је пристао и положио заклетву. Ово себи никада није могао да опрости. То се може видети из његових мемоара: „Када сам положио заклетву, осећао сам се јако лоше, душа ми је била неспокојна и сва немирна, јер сам био свестан какав сам грех пред Богом учинио, служећи нечовеку Хитлеру. Надао сам се да ћу што пре изаћи из војске, јер ми се мој чин противио здравом разуму. Са једне стране сам носио немачку униформу, а са друге симпатизовао Русију. Признајем да нисам веровао да ће доћи до рата између Немачке и Русије“ . У марту 1939. године отпуштен је као подофицир, јер је најавио намјеру да постане љекар.
На наговор свога оца, уписује 1939. медицинске студије у Хамбургу, а затим у Минхену. У Хамбургу је дошао у контакт са Траут Лафренц, љекарком и противником национал-социјализма и каснијим сарадником "Бијеле руже" Међутим, у другој години поново је позван у редове Вермахта. Био је дио санитетске јединице која је у љето 1940. године служила на Западном фронту у Француској. По повратку у Минхен, преко свог пријатеља Пробста упознаје Ханса Шола. У јуну 1942. Шморел заједно са Шолом оснива антинацистички покрет отпора под називом "Бијела ружа". Њихов отпор био је једноставан, али опасан - писање летака и парола. У својим лецима цитирали су дијелове Библије, Аристотела, Новалиса, као и Гетеа и Шилера чувених пјесника њемачке буржоазије, a њихов примарни циљ била је,бар оно што су њих двојица сматрали, њемачка интелигенција. Леци су остављани у телефонским именицима у јавним говорницама, слани су професорима и студентима, а курирским службама су слани и на друге универзитете ради дистрибуције.
У јуну 1942. сви мушки студенти Медицинског факултета Лудвиг-Макисмилијановог универзитета у Минхену су послани на Источни фронт током љетњег распуста. Шморел је заједно са Хансом Шолом,Вилијем Графом и Јургеном Витенштајном служио као медицинар од јуна до новембра 1942. У својству војног љекара био је сведок лошег понашања њемачких војника према цивилном становништву окупиране територије СССР-а. Током тог периода активности "Бијеле руже" биле су обустављене. Служио је у 252. пешадијској дивизији у области Гжата. Током овог боравка у Русији, Шморел се осјећао као код куће. Често се ноћу са пријатељима искрадао иѕ војног логора и одлазио у куће руских сељака,чак је организовао хор ратних заробљеника. Августа 1942. Шморел је оболио од дифтерије. О својој болести није говорио оцу и маћехи. О томе их обавијестио тек након опоравка. Шморел и његови пријатељи напуштају Русију 31. октобра 1942, у Минхен су се вратили 5. новембра 1942.
Вративши се са фронта Шморел је наставио студије у јесен 1942. Настављена је и активност "Бијеле руже" која се увећала новим члановима Вилијем Графом, Хјубертом Фуртвенглером, Јургеном Витенштајном, Хриштофом Пробстом и Софи Шол. Остварен је и контакт са професором филозофије,Куртом Хубером. Започињу активнију борбу против нацистичког режима штампањем и дијељењем антинацистичких летака. У сарадњи са професором Хубером 1943. написан је и пети летак под називом "Апел свим Нијемцим" који је Шморел дистрибуирао и по Аустрији. Након пораза Вермахта код Стаљинграда чланови "Бијеле руже"(Граф, Шморел и Шол) исписивали су по зградама пароле "Доле Хитлер!" (њемачки:Nieder mit Hitler!), "Слобода!"(Freiheit)) и "Хитлер масовни убица". Током ове акције Шморел је држао шаблоне док је Граф шарао слогане катранском бојом. Шол је стајао на стражи, наоружан пиштољем за случај да неко наиђе. Сличну акцију су поновили 8. фебруара 1943. Овог пута кориштена је зелена боја. Њих тројица су 15. фебруара 1943. графитима ишарали Фелдхернхал, тада споменик нацистима који су убијени током неуспелог пуча у пивници. Гестапо је одмах започео потрагу за члановима.
Софи и Ханс Шол су 18. фебруара 1943. отишли на Универзитет Лудвиг Максимилијан да оставе летке. Примјетио их је Јакоб Шмит, запосленик на Универзитету који је био доушник Гестапоа. Ускоро је Гестапо ухапсио Софи и Ханса. Шморел који је убрзо сазнао за хапшење, одлази у кућу Вилија Графа са намјером да га упозори, али га не затиче кући па му оставља шифровану поруку и одлази до једног пријатеља. Пријатељ му је помогао да набави лажне папире и дао му храну и додатну одјећу. Шморелов првобитни план био је да уђе у логор за руске ратне заробљенике, али је тај план пропао када се његов контакт није појавио. Тад се одлучује да пребјегне у Швајцарску, али га је лоше вријеме приморало да се врати у Минхен 26. фебруара 1943. Око 22 сата увече оглашена је ваздушна опасност. Приликом покушаја да се склони у склониште препознала га је бивша дјевојка. Позван је Гестапо, а Шморел је ухапшен. Гестапо га је ухапсио 24. фебруара, истог дана када су сахрањен Софија и Ханс Шол и Хриштоф Пробст.
У периоду између хапшења и суђења неколико је пута испитиван. У другом судском поступку против активиста "Бијеле руже" 19. априла, Шморел је од стране Народног суда осуђен на смрт због велеиздаје. Поред њега још се 13 чланова организације "Бијела ружа" нашло на суђењу. Осим Шморела, на смрт су осуђени Граф и Хубер а остали су добили затворске казне. Одбио је да пише молбу за помиловање, сматрајући да би тиме прешао преко својих начела, јер би на тај начин признао Хитлеров систем. У писмима својим најближим увјеравао их је да се он не плаши смрти и да је судбину предао у Божје руке. У опроштајном писму упућено његовим родитељима пише: Драги моји оче и мајко! Ипак, није суђено другачије и, по вољи Божијој, ја ћу данас завршити свој земни живот, како бих ушао у други који се никада неће завршити и у коме ћемо се поново срести. Нека тај сусрет буде ваша утјеха и ваша нада. За вас је овај ударац, нажалост, тежи него за мене, јер ја идем тамо знајући да сам служио свом дубоком увјерењу и истини. Због свега тога, са наступајућим часом смрти суочавам се мирне савјести. Сјетите се милиона младих људи који су своје животе оставили на бојном пољу – сада ћу њихову судбину и ја подијелити. Пренесите моје најтоплије поздраве драгим пријатељима! Посебно Наташи, Ериху, нани, тетки Тоњи, Марији, Аљонушки и Андреју. Још само неколико сати и бићу у бољем животу, са својом мајком, и нећу вас заборавити, молићу Бога да вам да утјеху и мир. И чекаћу вас! Једно посебно полажем у сјећање вашег срца: Не заборављајте Бога! Ваш Шурик. Пред погубљење га је посјетио свештеник Александар (Ловчи), клирик Руске православне заграничне црквене општине у Минхену, потоњи архиепископ Берлина и Њемачке. Шморел се опростио са свима, исповједио и причестио. Све до погубљења свештеник је био са њим и храбрио га, а Шморел се молио Богу.
Заједно са Куртом Хубером погубљен је на гиљотини, 13. јула 1943. у минхенском затвору Штаделхајм. Сахрањен је по православном обреду на минхенском гробљу Перлахер Форст. У јануару 2014. у Њемачкој је пронађена гиљотина на којој убијен Александар Шморел.

## Канонизација
Александар Шморел је канонизован 4./5. фебруара 2012. године у минхенском Храму Новомученика и исповедника Руских. Чином канонизације началствовао је високопреосвећени Архиепископ берлинско-њемачки др Марко. На иницијативу Архепископа Марка, Шморел је 2007. проглашен светим на нивоу Берлинско-њемачке епархије Руске Заграничне Цркве. Он је први канонизовани светитељ након обнове канонског општења између Московске Патријаршије и Руске Заграничне Цркве. Празнује се 13. јула по грегоријанском календару.

## Меморијализација
Школе у Ростоку и Каселу су назване по Шморелу. У Гринвалду, Халеу, Бад Оајнхаузену, Вестерстедеу, општини Шланген, Унтерхахингу, Нојсу и Дормагену се налазе улице назване по Шморелу. Док су у Минхену и Раунхајму тргови названи по њему. Руска фондација "Бијела ружа" сваке године у Оренбургу додјељује стипендије Александра Шморела за четири студента. Од 24. децембра 2013. парку у центру Оренбурга носи име Александра Шморела, а 30. септембра 2022. на Медицинском факултету у овом граду постављена је спомен обиљежје. Њему посвећено спомен-обиљежје постављено је на православном Александровом комплексу 2010. у Јерусалиму. Руска пошта је 2017, поводом 100-годишњице његовог рођења, издала печатирану уметничку коверту посвећену Шморелу. Посвећено му је неколико филмова.У филму Софи Шол:Последњи дани (2005) његов лик тумачи глумац Јоханес Сум.